# 薩伊德·盧斯塔伊
薩伊德·盧斯塔伊（波斯語：سعید روستایی；1989年8月14日—）是伊朗電影導演。

## 生平
薩伊德·盧斯塔伊出身於德黑蘭，並於瑟赫大學電影與電視學系主修導演。
2019年，他執導的第2部長片《緝毒風暴》，講述警察與毒販之間的鬥爭，在伊朗國內票房極佳，也獲選入第76屆威尼斯影展地平線單元，隨後也在東京影展獲得最佳導演與最佳男演員獎。2022年，他執導的第3部劇情長片《萊拉兄弟》獲選為第75屆坎城影展正式競賽片，這也是他首次進入三大影展競賽單元。2025年，他執導的第4部劇情長片《母親和孩子》再度獲選第78屆坎城影展正式競賽片。

## 電影作品

### 劇情長片
- 2016年：《永遠的一天》（ابد و یک روز）
- 2019年：《緝毒風暴》（متری شیش و نیم）
- 2022年：《萊拉兄弟》（برادران لیلا）
- 2025年：《母親和孩子》（زن و بچه）

## 外部連結
- 薩伊德·盧斯塔伊在互联网电影资料库（IMDb）上的資料（英文）
- 薩伊德·盧斯塔伊的Instagram帳戶